# Claoxylopsis
Claoxylopsis är ett släkte av törelväxter. Claoxylopsis ingår i familjen törelväxter.
Kladogram enligt Catalogue of Life:
| Claoxylopsis | \| \| Claoxylopsis andapensis \| \| \| \| \| \| Claoxylopsis perrieri \| \| \| \| \| \| Claoxylopsis purpurascens \| \| \| \| |
|              | \| \| Claoxylopsis andapensis \| \| \| \| \| \| Claoxylopsis perrieri \| \| \| \| \| \| Claoxylopsis purpurascens \| \| \| \| |
|              | Claoxylopsis andapensis |
|              | |
|              | Claoxylopsis perrieri |
|              | |
|              | Claoxylopsis purpurascens |
|              | |